# Leptospermum spinescens
Leptospermum spinescens är en myrtenväxtart som beskrevs av Stephan Ladislaus Endlicher. Leptospermum spinescens ingår i släktet Leptospermum och familjen myrtenväxter. Inga underarter finns listade i Catalogue of Life.